# Maigné
Maigné – miejscowość i gmina we Francji, w regionie Kraj Loary, w departamencie Sarthe.
Według danych na rok 1990 gminę zamieszkiwało 308 osób, a gęstość zaludnienia wynosiła 27 osób/km² (wśród 1504 gmin Kraju Loary, Maigné plasuje się na 978. miejscu pod względem liczby ludności, natomiast pod względem powierzchni na miejscu 949.).